# Hiệu ứng chống nhà kính
Hiệu ứng chống nhà kính là một quá trình xảy ra khi năng lượng Mặt Trời đi tới một thiên thể được hấp thụ hoặc tán xạ bởi tầng khí quyển phía trên của vật thể đó, ngăn không cho năng lượng đó tiếp cận bề mặt, dẫn đến làm mát bề mặt - ngược lại với hiệu ứng nhà kính.
Được đề xuất bởi tiến sĩ Christopher McKay vào năm 1991, hiệu ứng chống nhà kính lần đầu tiên được quan sát thấy trên vệ tinh của Sao Thổ, Titan.

## Trên Trái Đất

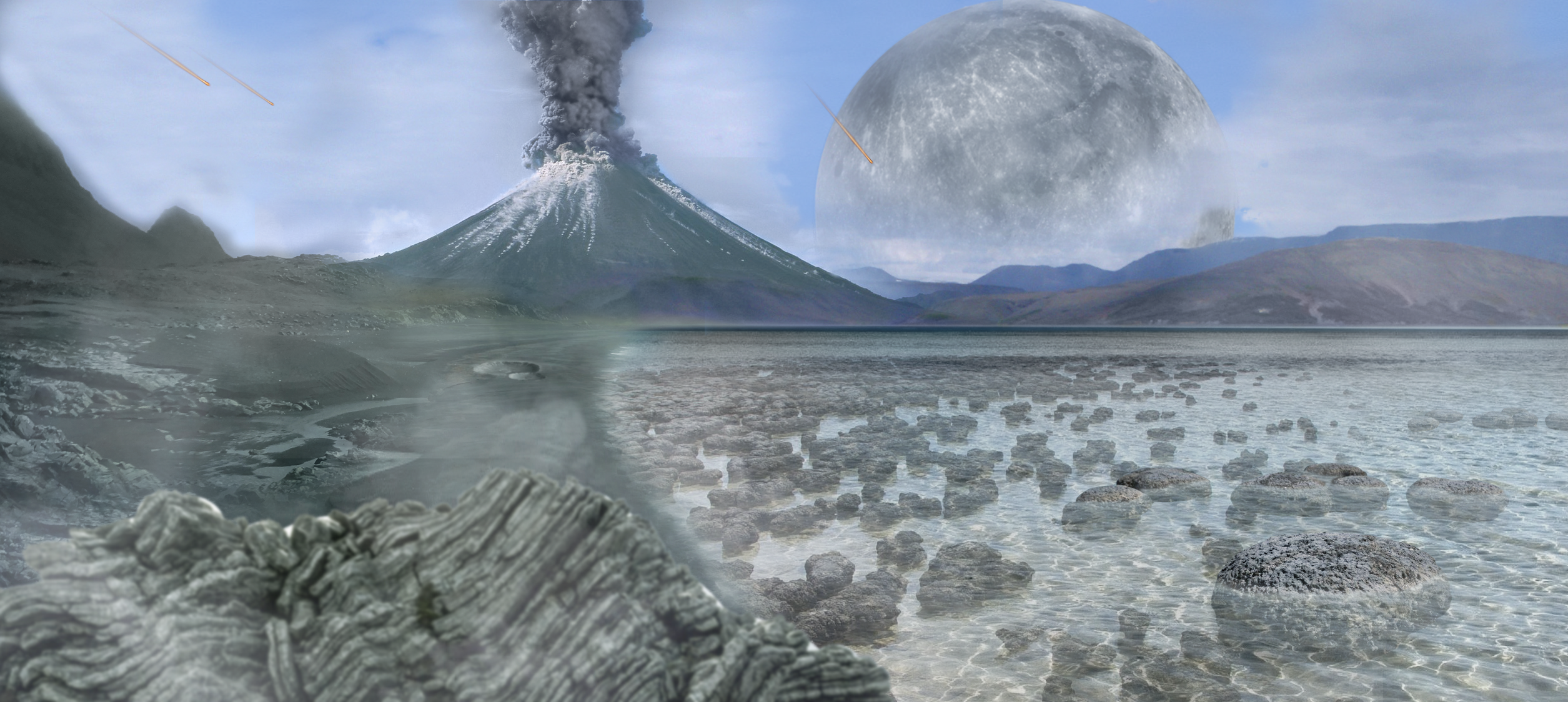
Minh họa về cảnh vật Liên đại Thái cổ.

Sự hiện diện của haze trong bầu khí quyển Liên đại Thái cổ của Trái Đất lần đầu tiên được đề xuất vào năm 1983 và có thể là nguyên nhân gây ra hiệu ứng chống nhà kính. Giả thuyết này bắt nguồn từ những nỗ lực giải quyết nghịch lý faint young Sun, khi lượng năng lượng Mặt Trời giảm trong quá khứ phải được điều hòa với sự tồn tại của nước lỏng trên Trái Đất vào thời điểm đó. Để giải thích làm thế nào nước có thể tồn tại ở dạng lỏng, người ta đã đề xuất rằng khí nhà kính đã giúp giữ cho Trái Đất đủ ấm để ngăn nước đóng băng hoàn toàn. Trong khi một giả thuyết cho rằng chỉ carbon dioxide chịu trách nhiệm cho sự giữ nhiệt, một giả thuyết khác bao gồm sự hiện diện của cả carbon dioxide và methan. Một mô hình đã phát hiện ra rằng khí methan trong Liên đại Thái cổ có thể tồn tại ở tỷ lệ pha trộn 1.000 ppm hoặc cao hơn, trong khi carbon dioxide có thể ở mức thấp tới 5.000 ppm để ngăn nước trên Trái Đất khỏi bị đóng băng, gấp khoảng 12 lần vào năm 2022. Tuy nhiên, ở tỷ lệ 0,2 này của khí methan so với carbon dioxide, các sản phẩm thu được từ quá trình quang phân methan có thể polyme hóa để tạo thành các phân tử chuỗi dài có thể kết tụ thành các hạt, tạo thành haze hữu cơ tạo ra hiệu ứng chống nhà kính. Người ta cho rằng haze hữu cơ cho phép tạo ra một vòng phản hồi tiêu cực để ổn định khí hậu trên Trái Đất Liên đại Thái cổ. Nếu nhiệt độ tăng lên tại Trái Đất Liên đại Thái cổ, việc sản xuất khí methan sẽ tăng lên do methanogen (vi sinh vật tạo ra khí methan) ưa thích nhiệt độ ấm hơn (xem sinh vật ưa nhiệt).

## Trên Titan

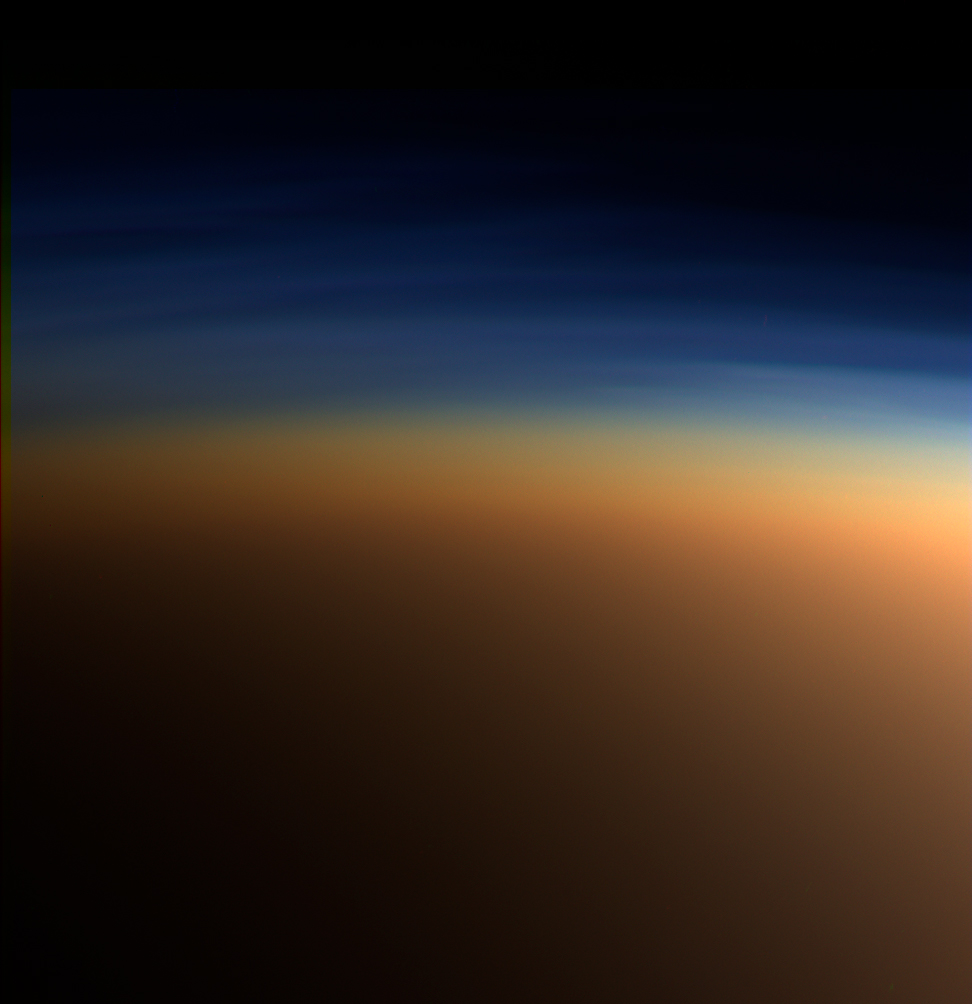
"Đám haze" trên Titan.

Lớp haze chứa các phân tử hữu cơ trong tầng bình lưu của Titan hấp thụ 90% bức xạ Mặt Trời tới Titan, nhưng không hiệu quả trong việc giữ lại bức xạ hồng ngoại do bề mặt tạo ra. Mặc dù hiệu ứng nhà kính giúp giữ Titan ở nhiệt độ cao hơn nhiều so với trạng thái cân bằng nhiệt, hiệu ứng chống nhà kính do haze làm giảm nhiệt độ bề mặt xuống 9 K. Vì hiệu ứng nhà kính do các thành phần khí quyển khác làm tăng thêm 21 K, hiệu ứng ròng là nhiệt độ bề mặt thực của Titan (94 K), ấm hơn 12 K so với nhiệt độ hiệu dụng 82 K (sẽ là nhiệt độ bề mặt khi không có bất kỳ bầu khí quyển nào, giả sử suất phản chiếu không đổi).

## Trên các hành tinh khác
Đã có một cuộc thảo luận về hiệu ứng chống nhà kính yếu trên Sao Hỏa, nơi các cơn bão mang theo haze vào bầu khí quyển phía trên. Bằng chứng cho hiệu ứng này đến từ các phép đo của Viking 1 được thực hiện vào năm 1976-77, khi hậu quả của một cơn bão toàn cầu đã khiến nhiệt độ ban ngày trung bình trên mặt đất giảm 5 độ C.